# 中山敦支
中山敦支（1982年7月10日—），日本漫畫家。出身於鹿兒島縣鹿兒島市，血型A型。於福岡傳藝專門學校中退。現在住在埼玉縣。

## 經歷
- 「OVER」 - 手塚赏 第58回（1999年下期）最终候补
- 「ワイルド・ハート」 - 天下一漫畫賞 第42回（2000年1月期）最終候補
- 2008年6月在『周刊少年Sunday』（小学馆）开始连载「トラウマイスタ」。
- 2011年2月在『周刊YOUNG JUMP』（集英社）开始连载「爱．格斗螺旋」。

## 作品

### 連載
- 龍王傳說四格漫畫版（日语：リボーンだよ! シロンくん）（月刊少年Jump2004年6月号 - 2005年7月号、未單行本化）
- 機動水世界（日语：アストラルエンジン）（月刊少年Jump2005年9月号 - 2006年2月号、全2卷）
- 神珠守護犬（日语：こまみたま）（月刊少年Jump2007年2月号 - 2007年4月号、全1卷）
- 馭魔少年（日语：トラウマイスタ）（周刊少年Sunday2008年29号 - 2009年28号、全5卷）
- 螺旋卷蝸牛（日语：ねじまきカギュー）（爱．格斗螺旋）（周刊YOUNG JUMP2010年33号短篇刊載、2011年13号 - 2014年6月15号）
- 裏太郎（日语：うらたろう）（溫羅太郎）『週刊YOUNG JUMP』（集英社）
- 被半身怨靈小姐襲擊的美腳高中生
- 賭徒的行進（日语：ギャンブラーズパレード）（賭徒遊行）
- 筆仙魔女審判（日语：こっくリマジョ裁判）
- 自殺女孩（日语：スーサィド ガール）

### 短篇
- STAND BY ME（赤丸Jump2002SPRING） - 出道作。
- Play StYle ANTHEM（赤丸Jump2003SPRING）
- エリパリ（月刊少年Jump2004年12月号）
- 突變體王國（周刊少年Sunday2008年10号）
- 愛情的自殺（周刊少年SundayS2010年4月号）
- 禁断ワンダーラバー（ミラクルジャンプ2011年創刊号）
- 殭屍瑪莉亞

## 外部連結
- 9速眼球アクティヴスリープ （页面存档备份，存于） - 作者blog。
- 中山敦支的X（前Twitter）
- 中山敦支的pixiv